# Lycaenesthes moultoni
Lycaenesthes moultoni är en fjärilsart som beskrevs av Chapman 1911. Lycaenesthes moultoni ingår i släktet Lycaenesthes och familjen juvelvingar. Inga underarter finns listade i Catalogue of Life.